# Saison 2011 des Yankees de New York
La Saison 2011 des Yankees de New York est la 111e saison en ligue majeure pour cette franchise.
Avec une fiche victoires-défaites de 97-65, la meilleure en Ligue américaine, les Yankees remportent le titre de la division Est et se qualifient pour les séries éliminatoires pour une 16e fois en 17 saisons. Ils sont éliminés dès la Série de divisions par les Tigers de Détroit.

## Intersaison

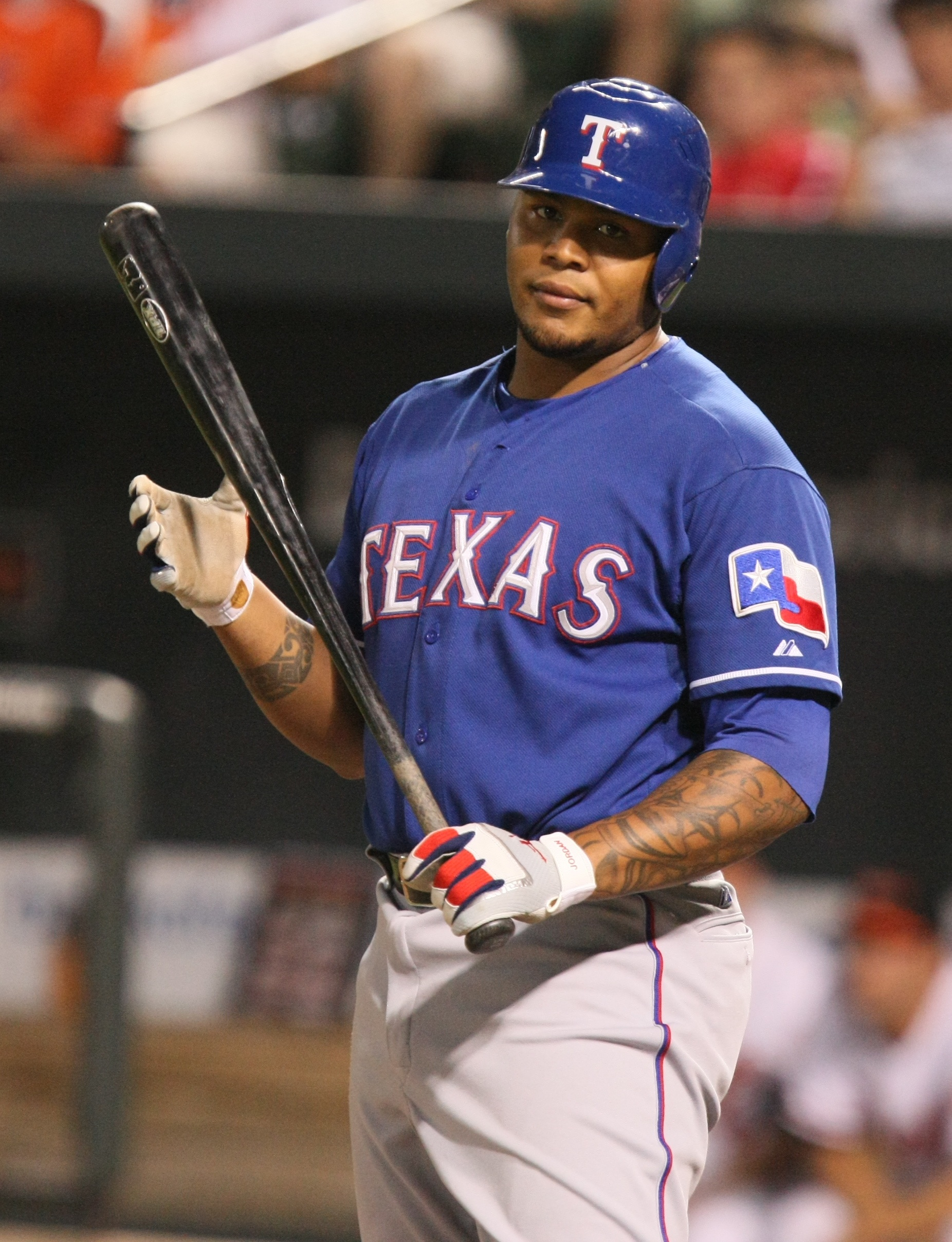
Andruw Jones rejoint les Yankees

### Arrivées
Devenu agent libre, le receveur Russell Martin signe le 15 décembre 2010 un contrat d'une saison à quatre millions de dollars avec les Yankees.
Le 3 janvier 2011, le lanceur de relève Pedro Feliciano s'entend pour deux saisons et une année d'option avec les Yankees.
Le 20 janvier, le voltigeur Andruw Jones s'engage pour une asison chez les Yankees contre deux millions de dollars et 1,2 million de dollars de bonus à la performance.
Le 2 février, le voltigeur Justin Maxwell rejoint les Yankees en retour du lanceur droitier des ligues mineures Adam Olbrychowski.
Le 25 mars, le club annonce le recrutement du lanceur droitier Kevin Millwood via un contrat de ligues mineures. Le même jour, un échange avec les Brewers de Milwaukee est conclu. Sergio Mitre est échangé en retour de Chris Dickerson.

### Départs
Après plusieurs semaines de spéculations, le lanceur partant Andy Pettitte annonce la fin de sa carrière le 4 février.
Le lanceur partant Javier Vázquez devient agent libre et quitte les Yankees. Idem pour les lanceurs de relève Jonathan Albaladejo, Kerry Wood, Dustin Moseley et Chad Gaudin, le receveur Chad Moeller et les voltigeurs Lance Berkman, Marcus Thames et Austin Kearns.
Juan Miranda est échangé en retour d'un jeune lanceur de ligues mineures, Scott Allen. Sergio Mitre est échangé en retour de Chris Dickerson.
Chad Huffman quitte les Yankees via un ballottage.

### Grapefruit League
32 rencontres de préparation sont programmées du 26 février au 29 mars à l'occasion de cet entraînement de printemps 2011 des Yankees.
Avec 13 victoires et 15 défaites, les Yankees terminent douzièmes de la Grapefruit League et enregistrent la dixième meilleure performance des clubs de la Ligue américaine.

## Saison régulière

### Classement
| Ligue américaine (Division Est) | V  | D  | %    | GB |
| ------------------------------- | -- | -- | ---- | -- |
| Yankees de New York             | 97 | 65 | .599 | -  |
| Rays de Tampa Bay               | 91 | 71 | .562 | 6  |
| Red Sox de Boston               | 90 | 72 | .556 | 7  |
| Blue Jays de Toronto            | 81 | 81 | .500 | 16 |
| Orioles de Baltimore            | 69 | 93 | .426 | 28 |

### Résultats
| Légende              | Légende             | Légende       |
| victoire des Yankees | défaite des Yankees | match reporté |
| -------------------- | ------------------- | ------------- |

#### Mai
| #  | Date    | Adversaire  | Score | Victoire          | Défaite        | Sauvetage   | Affluence | Bilan |
| -- | ------- | ----------- | ----- | ----------------- | -------------- | ----------- | --------- | ----- |
| 25 | 1er mai | Blue Jays   | 2 - 5 | Nova (2-2)        | Litsch (2-2)   | Rivera (10) | 43 363    | 16-9  |
| 26 | 2 mai   | @ Tigers    | 5 - 3 | Chamberlain (2-0) | Valverde (2-1) | Rivera (11) | 22 852    | 17-9  |
| 27 | 3 mai   | @ Tigers    |       |                   |                |             |           |       |
| 28 | 4 mai   | @ Tigers    |       |                   |                |             |           |       |
| 29 | 5 mai   | @ Tigers    |       |                   |                |             |           |       |
| 30 | 6 mai   | @ Rangers   |       |                   |                |             |           |       |
| 31 | 7 mai   | @ Rangers   |       |                   |                |             |           |       |
| 32 | 8 mai   | @ Rangers   |       |                   |                |             |           |       |
| 33 | 10 mai  | Royals      |       |                   |                |             |           |       |
| 34 | 11 mai  | Royals      |       |                   |                |             |           |       |
| 35 | 12 mai  | Royals      |       |                   |                |             |           |       |
| 36 | 13 mai  | Red Sox     |       |                   |                |             |           |       |
| 37 | 14 mai  | Red Sox     |       |                   |                |             |           |       |
| 38 | 15 mai  | Red Sox     |       |                   |                |             |           |       |
| 39 | 16 mai  | @ Rays      |       |                   |                |             |           |       |
| 40 | 17 mai  | @ Rays      |       |                   |                |             |           |       |
| 41 | 18 mai  | @ Orioles   |       |                   |                |             |           |       |
| 42 | 19 mai  | @ Orioles   |       |                   |                |             |           |       |
| 43 | 20 mai  | Mets        |       |                   |                |             |           |       |
| 44 | 21 mai  | Mets        |       |                   |                |             |           |       |
| 45 | 22 mai  | Mets        |       |                   |                |             |           |       |
| 46 | 23 mai  | Blue Jays   |       |                   |                |             |           |       |
| 47 | 24 mai  | Blue Jays   |       |                   |                |             |           |       |
| 48 | 25 mai  | Blue Jays   |       |                   |                |             |           |       |
| 49 | 27 mai  | @ Mariners  |       |                   |                |             |           |       |
| 50 | 28 mai  | @ Mariners  |       |                   |                |             |           |       |
| 51 | 29 mai  | @ Mariners  |       |                   |                |             |           |       |
| 52 | 30 mai  | @ Athletics |       |                   |                |             |           |       |
| 53 | 31 mai  | @ Athletics |       |                   |                |             |           |       |

## Draft
La Draft MLB 2011 se tient du 6 au 8 juin 2011 à Secaucus (New Jersey). Les Yankees ont perdu leur choix au premier tour en recrutant Rafael Soriano.

## Affiliations en ligues mineures
| Niveau            | Equipe                        | Ligue                   | Manager       | Vic. | Déf. | Classement |
| ----------------- | ----------------------------- | ----------------------- | ------------- | ---- | ---- | ---------- |
| AAA               | Scranton/Wilkes-Barre Yankees | International League    | Dave Miley    |      |      |            |
| AA                | Trenton Thunder               | Eastern League          | Tony Franklin |      |      |            |
| A-Advanced        | Tampa Yankees                 | Florida State League    | Luis Sojo     |      |      |            |
| A                 | Charleston RiverDogs          | South Atlantic League   | Aaron Ledesma |      |      |            |
| A (saison courte) | Staten Island Yankees         | New York - Penn League  | Josh Paul     |      |      |            |
| Ligue des recrues | GCL Yankees                   | Gulf Coast League       | Tom Slater    |      |      |            |
| Ligue des recrues | DSL Yankees 1                 | Dominican Summer League |               |      |      |            |
| Ligue des recrues | DSL Yankees 2                 | Dominican Summer League |               |      |      |            |